# Santa Cruz del Islote
Santa Cruz del Islote es una pequeña isla artificial de Colombia, ubicado en el golfo de Morrosquillo y parte del  Archipiélago de San Bernardo. Administrativamente el archipiélago está bajo jurisdicción del distrito de Cartagena de Indias, cercana a Rincón del Mar en el departamento de Bolívar, costa del Mar Caribe de ese país suramericano.
Con una superficie de tan solo 1 hectárea  es famoso por atribuírsele ser una de las islas más densamente pobladas de la Tierra, aunque otras fuentes indican que otras islas alrededor del mundo podrían tener mayor densidad de población como Cayo Sable en Haití.

## Historia

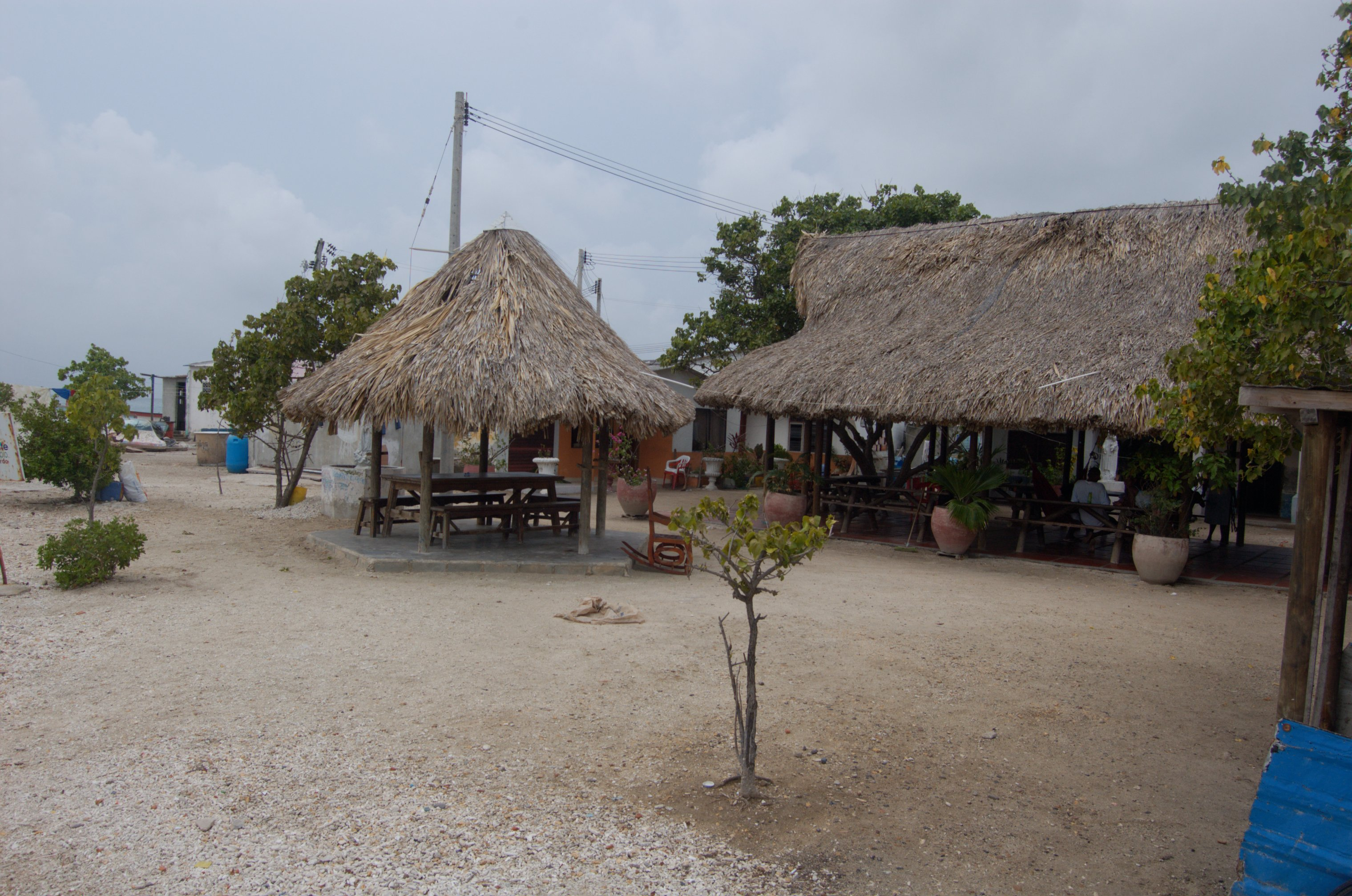
Casas en el islote.

El islote de origen artificial fue empezado por locales que utilizaron materiales como el coral, escombros o piedras para posteriormente ir ganando tierras al mar en una parte de la costa de marea baja, se cree que este primer establecimiento data de 1870. Debido a su pequeño tamaño algunos locales después emigrarían a islotes vecinos como Tintipán o Mucura.
En 2011 un fallo del consejo de Estado Colombiano confirmó una sentencia administrativa que determinó que las Islas del Rosario y de San Bernardo incluyendo Santa Cruz del Islote sufrían un ''severo impacto ambiental'' por la llegada masiva de turistas al área y recomendaba la protección del lugar, pero el gobierno colombiano no respondió a estas decisiones.
En 2013 se constituyó un consejo comunitario por parte de los habitantes locales que discute los problemas locales. En 2018 la isla sufrió los efectos de las inundaciones que produjo el fuerte oleaje por lo que algunas viviendas se vieron afectadas.
En agosto de 2020 en un acto con presencia de la ministra de las Tecnologías(TIC) del Gobierno de Colombia, y el gobernador del Departamento de Bolívar fue inaugurado un servicio de Internet gratis las 24 horas del día para la isla, llamado "servicio Zona Digital Rural", para permitir la educación a distancia en la región en medio de la pandemia del Coronavirus. Previamente la señal era deficiente y costosa lo que dificultaba realizar trámites administrativos y las actividades educativas desde el hogar.

## Geografía

Santa Cruz del Islote se encuentra en la esquina superior izquierda de este mapa, dentro del Archipiélago de San Bernardo.

La isla creada por el hombre de forma artificial tiene aproximadamente una hectárea de extensión o, lo que es lo mismo, 10 000 m² o 0,01 kilómetros cuadrados de superficie. Hace parte del turístico archipiélago de San Bernardo (conformado por unas 10 islas) que está incluido en el departamento de Bolívar al norte y en la costa caribeña de Colombia. Las 10 islas se encuentran cercanas a los municipios de Tolú y Coveñas del departamento de Sucre. De las 10 islas, la isla Boquerón pertenece al municipio de San Onofre, departamento de Sucre, y las otras 9 a Cartagena de Indias, departamento de Bolívar.
No posee ninguna playa ni tiene espacio suficiente para la agricultura.tampoco manglares ni fuentes de agua dulce.

### Clima
El clima de la isla se caracteriza por temperaturas cálidas durante todo el año, con una media de unos 28 °C (83 °F). El clima cálido es típico de las regiones tropicales, y proporciona un entorno uniforme que favorece una vegetación exuberante y una gran variedad de vida marina. Pero la sobrepoblación existente limita la flora que es común en otras islas del área.
Santa Cruz del Islote recibe una cantidad moderada de precipitaciones, aunque ocasionalmente se han producido inundaciones parciales como las que se produjeron por el paso del Huracán Iota en 2020. Los niveles de humedad son relativamente altos debido al océano circundante, lo que contribuye al ambiente tropical de la isla. La combinación de calor, humedad y precipitaciones crea un clima tropical húmedo ideal para el crecimiento de algunas especies vegetales.
Aunque la isla no experimenta cambios estacionales drásticos, las precipitaciones varían a lo largo del año. La estación húmeda suele traer precipitaciones más frecuentes y abundantes, que pueden provocar inundaciones temporales en algunas zonas. A pesar de ello, los habitantes de la isla se han adaptado a estas condiciones y siguen prosperando en este entorno extremo.
Como muchas islas pequeñas, Santa Cruz del Islote es vulnerable a los efectos del cambio climático. La subida del nivel del mar y la mayor frecuencia de fenómenos meteorológicos extremos plantean retos importantes para la sostenibilidad de la isla. Los esfuerzos para mitigar estos impactos son cruciales para preservar el clima y el ecosistema y la vida normal en la isla.

## Demografía

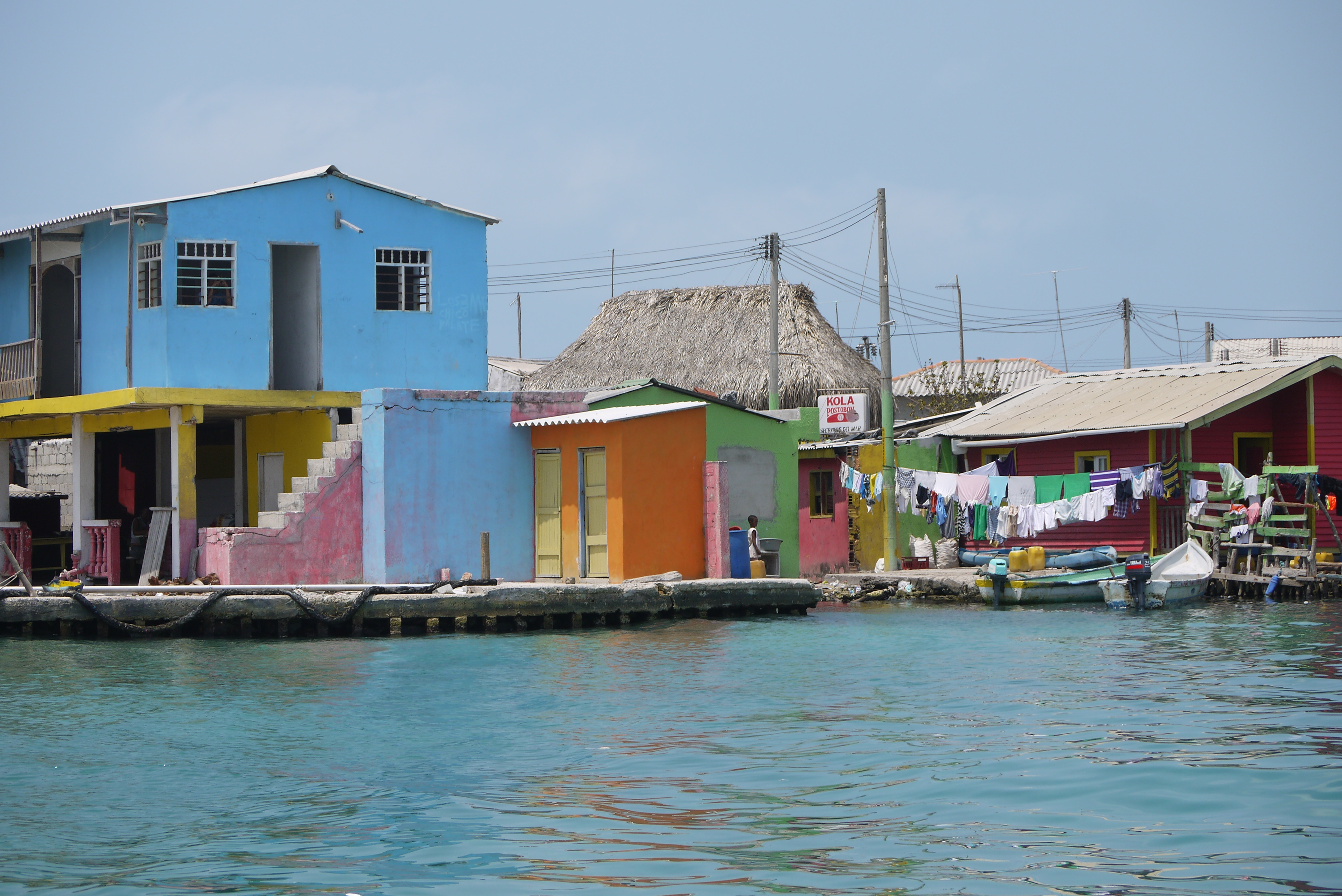
Casas en el islote.

La densidad media de la isla es de 1,25 habitantes por 10 m², es decir, la densidad es de 125.000 habitantes por km². En noviembre de 2016, con el apoyo de la Universidad del Magdalena y la de los Andes, se realizó un censo poblacional que determinó que 485 personas habitaban el lugar.
Para el año 2020, según el último censo realizado por el consejo comunitario por solicitud del Ministerio del Interior, se encontró que la población actual es de 779 personas.[cita requerida] El 65% de la población es menor de edad, hay tan sólo 6 apellidos y 146 casas. En la isla hay algunos comercios, puesto de salud, un centro educativo donde se cursa hasta once grado, y actualmente cuentan con celdas solares donadas por el gobierno japonés, las cuales abastecen de energía al islote las 24 horas al día. El archipiélago no cuenta con un organismo de seguridad Como la Policía de Colombia o la Armada de Colombia esto se debe a su baja población de habitantes.

## Política y Gobierno

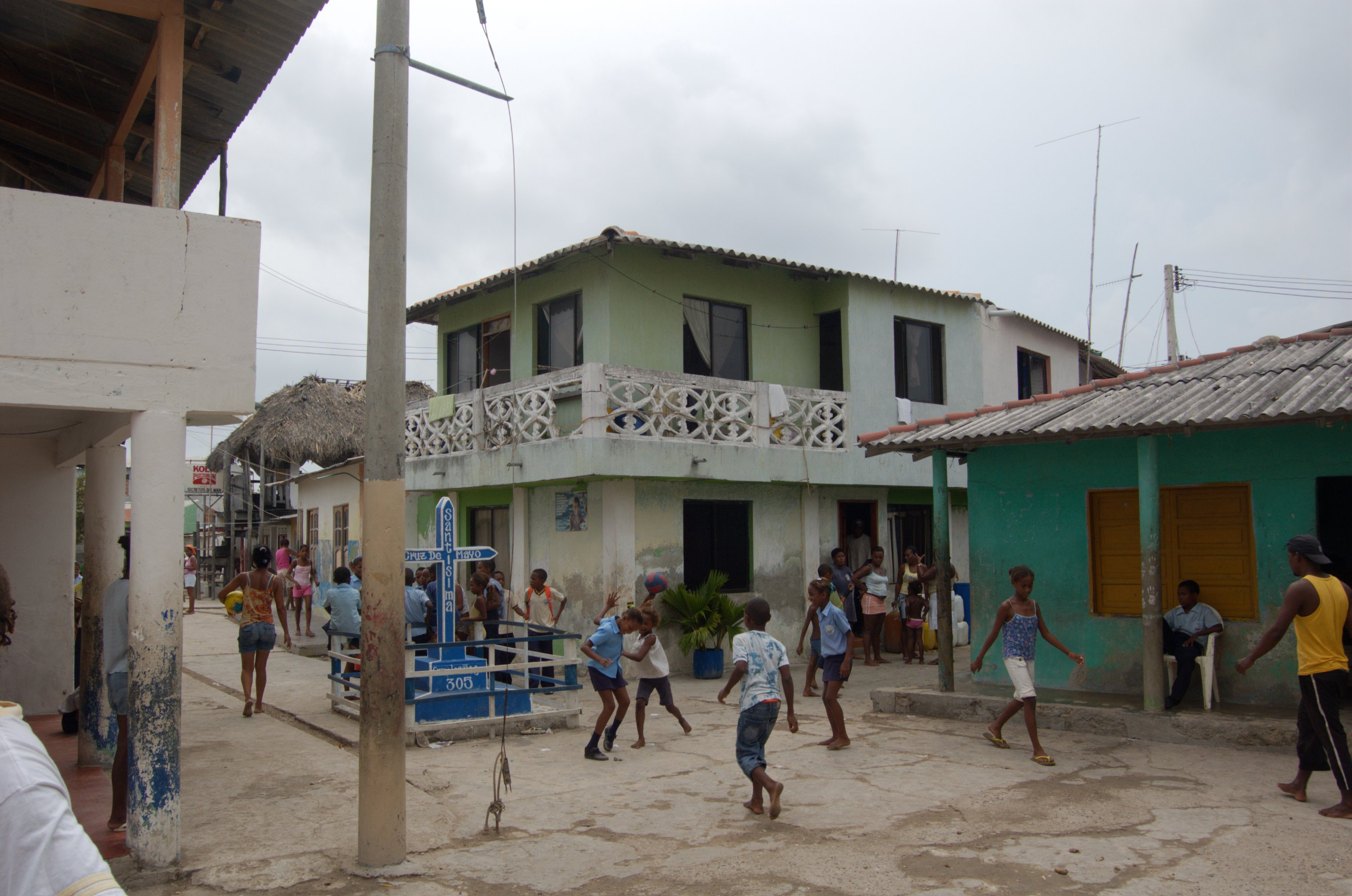
La calle principal de la isla.

La isla políticamente forma parte de Colombia que la organiza como parte del Departamento de Bolívar, más concretamente como parte de la Ciudad de Cartagena de Indias. El territorio no posee gobierno propio, ni ninguna autoridad local dependiendo toda su administración de decisiones que se toman en el continente que se ubica a unos 60 km del lugar.
Está incluida en el llamado ''Distrito Turístico y Cultural de Cartagena de Indias'' En el año 2013 por iniciativa de sus habitantes se constituyó un consejo comunitario que discute asuntos locales pero que no tiene poder político real ni maneja presupuesto público.

## Economía
Debido a su pequeño tamaño las actividades económicas son limitadas a la pesca de subsistencia y al creciente turismo atraído por las particularidades de la isla. Es posible nadar con tiburones, rayas y peces en una pequeña piscina improvisada que funciona como acuario y hacer recorridos breves por las calles de la Isla. Algunos avisos están en español e inglés, lo que sugiere un interés reciente en visitar el lugar por parte de colombianos y extranjeros.
A pesar del impacto ambiental por la llegada de turistas se calcula que unas quinientas personas en promedio visitan la isla a diario atraídas por las noticias de la densidad de población y por los recorridos regulares que se hacen en las otras islas cercanas (como Tintipán y Múcura) de gran belleza natural.
Existen visitadas guiadas a través de la isla. Visitar el lugar es posible durante dos horas para los turistas por un precio de 18 dólares dependiendo de la temporada del año en la que se encuentren. Para llegar hasta el lugar, los visitantes tendrán que coger un barco desde Rincón del Mar, Coveñas, Tolú o Cartagena. La gestión de desechos es otro reto en el lugarse almacena a diario y se traslada a la vecina Tintipán donde se somete a reciclaje o se entierra y el resto es enviado a Cartagena.

### Energía y Agua
Debido a su pequeño tamaño y a la falta de inversiones por parte del estado colombiano la isla sufre de escasez de agua y problemas para garantizar un suministro eléctrico permanente.El agua en muchos casos es almacenada en temporada de lluvia o transportada dese pozos desde otras islas del Archipiélago de San Bernardo.
Iniciativas extranjeras y privadas han financiado carencias como el servicio eléctrico como es el caso de los paneles solares instalados con la ayuda de la embajada de Japón en Colombia.

## El problema del espacio

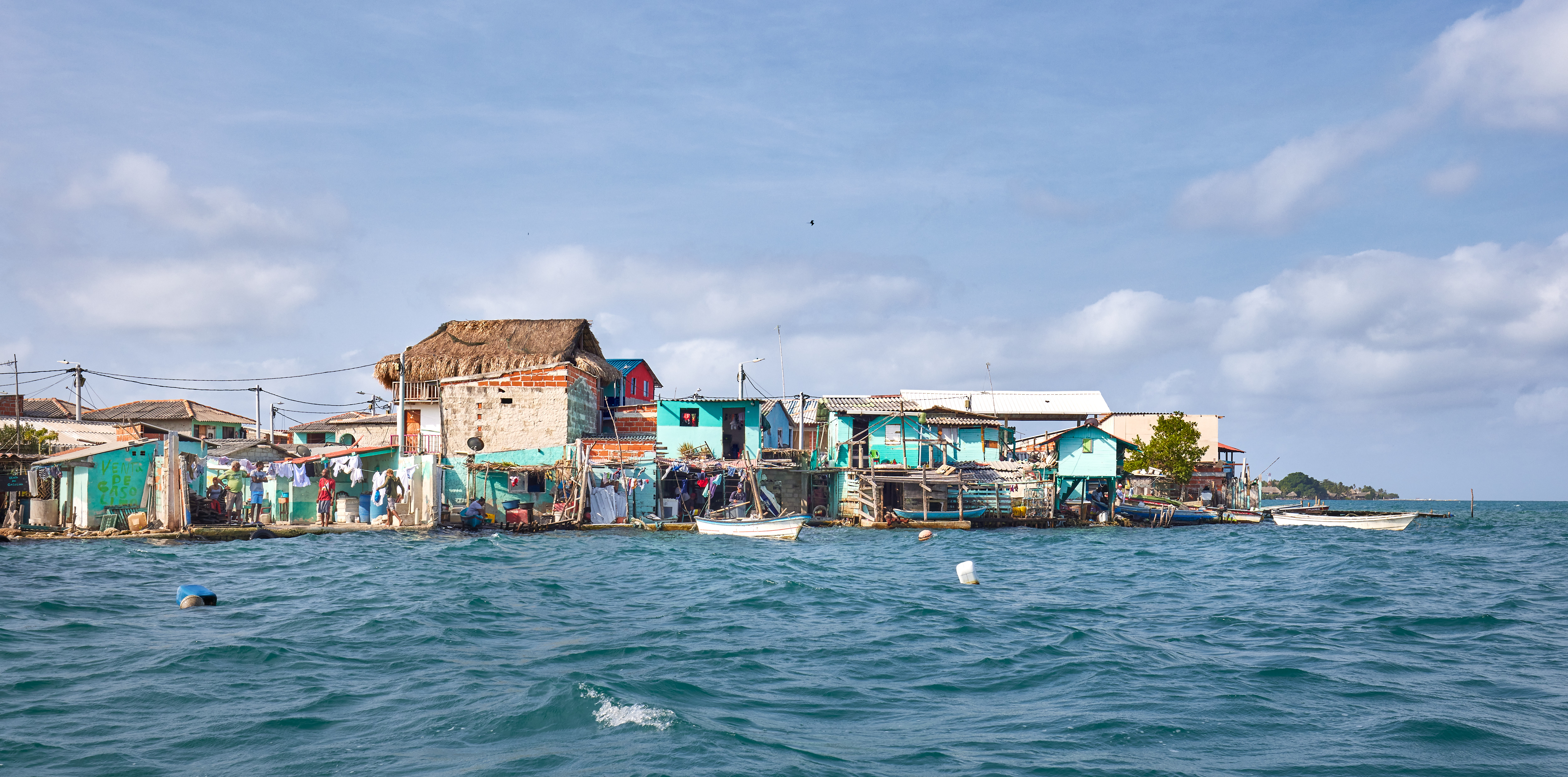
Vista parcial del islote en el año 2022.

Para ir a un cementerio, por ejemplo, es preciso buscarlo en otras islas, ya que no hay espacio en esta debido a la sobrepoblación. La directora de cine bogotana, Marcela Lizcano, realizó un documental llamado Aislados, en el que exhibe cómo es la vida en el islote, sus principales actividades y problemáticas.
En 2016 la empresa Listerine junto con el exportero de fútbol Faryd Mondragón lanzó un comercial que mostraba la creación de un equipo de fútbol en la isla, la cual no tiene cancha de fútbol, y solicitaba que equipos del país jugaran contra el equipo isleño. Un partido se disputó en el Estadio Metropolitano de Barranquilla contra Los Galácticos FC, terminando con un marcador 2-4, ganando el equipo de Santa Cruz del Islote.